# Fowjī
Fowjī (persiska: فوجی) är en ort i Iran.   Den ligger i provinsen Khorasan, i den nordöstra delen av landet, 600 km öster om huvudstaden Teheran. Fowjī ligger 1 297 meter över havet och antalet invånare är 271.
Terrängen runt Fowjī är kuperad åt sydost, men åt nordväst är den platt. Runt Fowjī är det ganska glesbefolkat, med 29 invånare per kvadratkilometer. Närmaste större samhälle är Solţānābād, 14,1 km norr om Fowjī. Trakten runt Fowjī består i huvudsak av gräsmarker.